# Otto Michaelis (politiker)

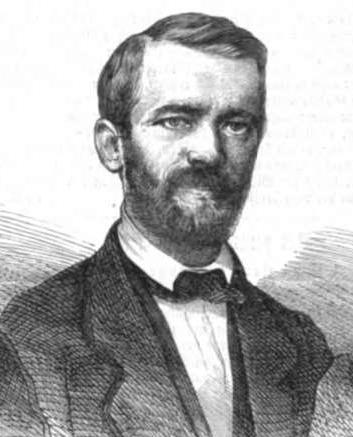
Otto Michaelis (1862)

Otto Michaelis, född 12 september 1826 i Lübbecke, Westfalen, död 8 december 1890 i Berlin, var en tysk tidningsman, politiker och nationalekonom.
Michaelis övertog, sedan han 1849 för en pressförseelse blivit utesluten från den juridiska tjänstemannabanan, 1851 redaktörskapet för nationalekonomiska avdelningen i "Berliner Nationalzeitung". Han deltog 1858 i Gotha i bildandet av de tyska nationalekonomiska kongresserna och började 1863 tillsammans med Julius Faucher utge "Vierteljahrsschrift für Volkswirtschaft und Kulturgeschichte". År 1861 invaldes han i preussiska deputeradekammaren och 1867 i Nordtyska förbundets riksdag, men lämnade sitt mandat, sedan han blivit utsedd till föredragande råd i rikskanslersämbetet. År 1877 utnämndes han till direktor för samma ämbetes finansavdelning, och 1879 blev han ordförande i förvaltningen av riksinvalidfonden. 
Michaelis hade ett betydande inflytande, särskilt i praktiskt politiska frågor. Han intog en utpräglat ekonomiskt liberal ståndpunkt, men gick ej så långt som till att motsätta sig förstatligande av järnvägar etc. Förutom kommunikationsfrågor behandlade han bank-, börs- och andra spörsmål i sina skrifter, av vilka en väsentlig del utgavs under titeln Volkswirtschaftliche Schriften (två band, 1873).